# Vlag van Bougainville

Vlag van Bougainville

De vlag van Bougainville bestaat uit een blauw veld met in het midden een hoed die veel jonge mannen in de Autonome Regio Bougainville van Papoea-Nieuw-Guinea dragen als teken dat ze volwassen worden.
De vlag werd voor het eerst gehesen op 1 september 1975 toen de provincie zichzelf onafhankelijk verklaarde van Papoea Nieuw-Guinea als de Republiek van de Noordelijke Salomonseilanden. De onafhankelijkheid werd echter door geen enkel land erkend. De vlag wordt momenteel gebruikt als provinciale vlag.